# Liane Collot d'Herbois
Liane Collot d’Herbois, née le 17 décembre 1907 à Camelford (Cornouailles) et morte le 17 septembre 1999 à Driebergen (Pays-Bas), est une artiste peintre anthroposophe britannique d'origine française et écossaise. Elle est l'initiatrice d'une approche de la peinture partant de « lumière, ténèbres et couleur » dans le cadre de laquelle elle prolongea les théories anthroposophiques de Rudolf Steiner. Elle développe à partir de cela une technique de peinture qui, selon elle, permettrait d'indiquer des inquiétudes psychologiques chez les personnes l'utilisant.

## Biographie
Liane Collot d’Herbois est née le 17 décembre 1907 à Camelford, en Cornouailles tout près de Tintagel. Elle était fille unique d'une mère écossaise, Elizabeth et du peintre français, René Phillipe Marie Collot d'Herbois (né en 1883 à Besançon) et ancien de l'Académie Julian. Elle est élevée principalement par sa grand-mère, les parents étant trop occupés à poursuivre leur carrière . Elle passe ses sept premières années à Tintagel, jusqu'au moment où la famille décide d'émigrer en Australie. Un an plus tard en 1913, le couple se sépare et la mère retourne en Angleterre avec sa fille. Ultérieurement les parents divorcent et René Collot d'Herbois fera sa carrière en Australie jusqu'à sa mort en 1961. Sa fille héritière de son don artistique, commence très tôt à peindre et dès l'âge de onze ans vend ses premiers tableaux. À l'école primaire elle s'intéresse déjà aux idées de Platon.
Elle fait ses études à l'Académie des beaux-arts de Birmingham, où à l'âge de vingt ans elle gagne le diplôme d'enseignement en arts pratiques en même temps qu'une bourse pour étudier au British Museum de Londres. À l'issue d'une conférence où elle fait une presentation sur le bouddhisme, un prêtre de la Communauté des chrétiens l'interpelle sur l'anthroposophie et félicite sa recherche d'un chemin reliant le spirituel à la vie pratique.
Elle pratique la peinture avec des personnes de tout âges et se penche sur les troubles psychologiques, voir spirituels, à partir des tableaux de ces personnes.
En 1927, elle devient collaboratrice du centre de pédagogie curative de Sunfield, nouvellement créé pour accueillir les enfants handicapés. C'est là qu'elle rencontre la Dr Hilma Walter ainsi que Ita Wegman (cofondatrice de l'institution). Cette dernière l'invite en 1935 à Arlesheim pour y exercer la peinture dans le sens de la thérapie, ce qu'elle ne trouvait pas le temps de faire à Clent. C'est aussi Ita Wegman qui installa pour Liane Collot d’Herbois un atelier à Ascona, afin qu'elle puisse y poursuivre les recherches qu'elle avait entreprises à Clent sur l'utilisation des tintes végétales avec les enfants malades[réf. nécessaire].
Lorsqu'en raison de la conjoncture mondiale, la situation économique de la clinique devint de plus en plus précaire, Liane Collot d’Herbois suivit Ita Wegman à Paris, puis revint ensuite à Arlesheim avant d'accompagner de nouveau Ita Wegman à Ascona. Elle y resta auprès d'elle jusqu'à sa mort en 1943. On lui confia la tâche de décorer par des fresques la chapelle de La Motta, appartenant à un centre thérapeutique de Brissago. C'est dans cette chapelle que furent plus tard déposées les cendres d'Ita Wegman.
C'est en collaboration avec Ita Wegman, Hilma Walter et Margarethe Hauschka que Liane Collot d’Herbois développa une thérapie originale par la peinture, le travail de "lumière-ténèbres-couleur", grâce auquel elle prétend que peuvent être stimulés des processus thérapeutiques "qui vont bien au-delà d'un simple équilibrage des tendances de l'âme[réf. nécessaire]. C'est à partir du spirituel, qu'ils saisissent en profondeur la constitution corporelle“ .
En 1946, Liane Collot d’Herbois rencontra la plasticienne Francine van Davelaer, en compagnie de laquelle elle voyagea à travers l'Europe et l'Amérique pour donner des cours artistiques dans un grand nombre de lieux. Puis c'est en Hollande qu'elles se fixèrent finalement toutes deux et que se constitua autour de Liane Collot d’Herbois un groupe d'artistes auquel elle donna le nom de "Groupe-Magenta“. C'est dans ses livres Colour, Part I, et Colour Part II, (Farbensphären), que Liane Collot d’Herbois rendit compte du travail de ce groupe.
Le médecin hollandais, Paolo Walburgh Schmidt la sollicita en 1978 pour animer le travail d'un petit groupe de thérapeutes approfondissant l'utilisation consciente et ciblée de la couleur dans la peinture thérapeutique; avec le soutien de Francine van Davelaer, Liane Collot d’Herbois transmit dans ce cadre des directives pour un travail à la fois théorique et pratique. À partir de 1983, de jeunes médecins et pédagogues curatifs se joignirent à ce groupe.[réf. nécessaire] C'est dans l'ouvrage Light, Darkness and Colour in Painting Therapie (Lumière, Ténèbres et couleur en peinture thérapeutique) que se trouve documentée la matière de ce cours de peinture curative.
En 1997 se tint une exposition de ses tableaux au Goetheanum à Dornach. Liane Collot d’Herbois y était présente. 
Elle meurt en 1999 à l'âge de 91 ans.
Au cours des trente années ayant précédé la mort de Liane Collot d’Herbois, et grâce à l'action d'Elisa Métrailler et de Leonora Hambrecht (membres du Groupe Magenta et élèves de Collot d’Herbois) furent constituées les "Archives-IONA pour le travail artistique et thérapeutique Lumière-Ténèbres-Couleur" dont le siège se trouve à Owingen, Bodenseekreis. Les œuvres d'art conservées en ce lieu ont été produites selon l'approche "Lumière-Ténèbres-Couleur". Le matériau de démonstration disponible illustre les mouvements de Lumière-Ténèbres. L'archive contient des documents sur l'historique de ce courant artistique et sur la collaboration avec Hilma Walter, Ita Wegman et d'autres, ainsi que des échanges de correspondances, etc.

## Œuvre
- Liane Collot d’Herbois: Farbensphären. Werkbuch für Malgruppe „Magenta“. Verlag der Kooperative Dürnau, Dürnau 2005,  (ISBN 978-3-88861-051-6)
- Liane Collot d’Herbois: Licht, Finsternis und Farbe in der Maltherapie. Verlag der Kooperative Dürnau, Dürnau 2007,  (ISBN 978-3-88861-054-7)

### En français
- Liane Collot d’Herbois: Lumière, ténèbres et couleur, Éditions anthroposophiques romandes,  (ISBN 2-88189-126-8)
- Liane Collot d’Herbois: Couleur, Trad. Elisabeth Reitter-Klintz, Éditions anthroposophiques romandes, 2001  (ISBN 978-2-88189-162-5)

## Littérature
- Peter Selg: Liane Collot d’Herbois und Ita Wegmann. Verlag am Goetheanum, Dornach 2008,  (ISBN 978-3-72351-327-9).
- E. L. Hambrecht et A. Zucker: Licht, Finsternis und Farbe in der Maltherapie, Fallstudien, Band 2,1. Verlag der Kooperative Dürnau, Dürnau 2004,  (ISBN 3-88861-054-0).
- E. L. Hambrecht et A. Zucker: Diagnose und Therapie in Licht, Finsternis und Farbe bei sexuellem Missbrauch und Multipler Sklerose, Fallstudien, Band 2,2. Verlag der Kooperative Dürnau, Dürnau 2005,  (ISBN 3-88861-053-2).
- E. L. Hambrecht et A. Zucker: Licht, Finsternis und Farbe bei schizophrenen Störungen, Fallstudien, Band 2,3. Verlag der Kooperative Dürnau, Dürnau 2007,  (ISBN 978-3-88861-055-4).
- E. L. Hambrecht et A. Zucker: Licht, Finsternis und Farbe in Heilpädagogik und Sozialtherapie, Fallstudien, Band 2,4. Verlag der Kooperative Dürnau, Dürnau 2010,  (ISBN 978-3-88861-056-1).
- E. L. Hambrecht: L. Collot d’Herbois, Erinnerungen von Freunden und Schülern. Verlag der Kooperative Dürnau, Dürnau 2003,  (ISBN 3-88861-045-1).
- E. L. Hambrecht: L. Collot d’Herbois, Ein Lebensweg, Band 1. Verlag der Kooperative Dürnau, Dürnau 2011,  (ISBN 978-3-88861-057-8).
- Peter Selg, Walter Schneider: Liane Collot d’Herbois. Werk und Leben. Raffael-Verlag 2013.
- Chantal Bernard et Janny Mager, La Couleur et l'Être Humain, Johann W. von Goethe, Rudolf Steiner et Liane Collot d'Herbois. Éditions Anthroposophiques Romandes, 2017, EAR,  (ISBN 978-2-88189-276-9).
- Chantal Bernard et Janny Mager, Diagnostic et Thérapie Collot, dépressions, épuisement professionnel, précancéreuses et cancer. Éditions Antroposophiques Romandes, 2020, EAR ,  (ISBN 9791069960855).

## Sur le Web
- Littérature de et au sujet de Liane Collot d’Herbois dans le catalogue de la Deutschen Nationalbibliothek
- Kapelle La Motta in Brissago